# Alfred Wegener

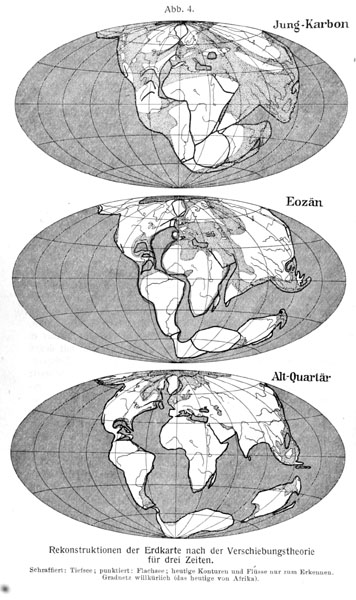
Alfred Wegner presenterade kontinentaldriftsteorin.

Alfred Lothar Wegener, född 1 november 1880 i Berlin, död omkring 15 november 1930 på Grönland, var en tysk meteorolog, geofysiker och paleogeograf. Han var den yngste av fem barn till gymnasieläraren Richard Wegener. 

## Biografi
Wegeners intresse för naturen väcktes när familjen hyrde en gammal glashytta först som semesterbostad och sedan som permanent bostad. Han gick genom gymnasiet som klassens etta och började 1900 att studera fysik, meteorologi och astronomi. Doktorsavhandlingen handlade om astronomi, men han kom snart att mera inrikta sig på meteorologi och fysik. Han hade då fått uppfattningen att det inte fanns så mycket mera att utforska inom astronomin.
Wegener och hans bror Kurt Wegener, som också var naturvetare, gjorde 1906 en ballonguppstigning för att göra luftundersökningar. De satte då ett tyskt rekord i uthållighet med 52 timmar. Samma år deltog Wegener i sin första av fyra expeditioner till Grönland, Danmarksexpeditionen 1906–1908, och byggde sin första väderstation vid Danmarkshavn.
1911 presenterade Wegener Atmosfärens termodynamik. I denna beskrevs för första gången vad som senare kom att kallas bergeronprocessen som är mycket central för bildandet av nederbörd.
Under första världskriget blev Wegeners fronttjänst mycket kort på grund av skada och han placerades vid arméns väderlekstjänst. Efter krigets slut fick han anställning som meteorolog vid den tyska kustbevakningen i Hamburg. Strax före och strax efter kriget arbetade han med böckerna Atmosfärens termodynamik och Den geologiska forntidens klimat. Den 6 januari 1912 presenterade han också sina teorier om kontinenternas rörelse, kontinentaldriften. Wegeners idéer vann sakta acceptans men det var först under 1950- och 60-talen som de blev allmänt accepterade i forskarvärlden
I samband med den tredje expeditionen till Grönland 1930 gjorde Wegener ett försök att undsätta en forskningsstation med livsmedel. Under färden omkom han och hittades först efter ett halvt år.

### Fotnoter
1. ↑  pangaea.org: Alfred Wegener (1880-1930)
2. ↑  Alfred Wegener